# Трибен
Трибен (нем. Trieben) — город (нем. Stadt) в Австрии, в федеральной земле Штирия.
Входит в состав округа Лицен.  Население составляет 3407 чел. (на 1 янв. 2016г.). Занимает площадь 45,53 км². Официальный код  —  6 12 47.

## Политическая ситуация
Бургомистр коммуны — Гельмут Шоттль (СДПА) по результатам выборов 2015 года.
Совет представителей коммуны (нем. Gemeinderat) состоит из 21 места.
- Социал-демократы (СДПА) занимает 13 мест (17 в 2005 году)
- Народники (АНП) занимают 4 места (4 в 2005 году)
- Свобода (АПС) занимает 2 места (0 в 2005 году)
- Коммунисты (КПА) занимают 2 места (0 в 2005 году)